# ロサンゼルス映画批評家協会賞 非英語作品賞
ロサンゼルス映画批評家協会賞 非英語作品賞（Los Angeles Film Critics Association Award for Best Film Not in The English Language）は、ロサンゼルス映画批評家協会によって贈られる賞の一つである。第45回ロサンゼルス映画批評家協会賞までの名称は「外国語映画賞（Best Foreign Language Film）」。

## 受賞作品
| 開催年 | 題名 原題                                                | 監督                                         | 製作国                   |
| ------ | -------------------------------------------------------- | -------------------------------------------- | ------------------------ |
| 1975年 | マイ・ラブ Toute une vie                                 | クロード・ルルーシュ                         | フランス                 |
| 1976年 | 鏡の中の女 Ansikte mot ansikte                           | イングマール・ベルイマン                     | スウェーデン             |
| 1977年 | 欲望のあいまいな対象 Cet obscur objet du désir           | ルイス・ブニュエル                           | フランス                 |
| 1978年 | これからの人生 La vie devant soi                         | モーシェ・ミズラヒ                           | フランス                 |
| 1979年 | 女王陛下の戦士 Soldaat van Oranje                        | ポール・バーホーベン                         | オランダ                 |
| 1980年 | ブリキの太鼓 Die Blechtrommel                            | フォルカー・シュレンドルフ                   | 西ドイツ                 |
| 1981年 | ピショット Pixote                                        | エクトール・バベンコ                         | ブラジル                 |
| 1982年 | マッドマックス2 Mad Max2：The Road Warrior               | ジョージ・ミラー                             | オーストラリア           |
| 1983年 | ファニーとアレクサンデル Fanny och Alexander             | イングマール・ベルイマン                     | スウェーデン             |
| 1984年 | 4番目の男 De vierde man                                  | ポール・バーホーベン                         | オランダ                 |
| 1985年 | 乱                                                       | 黒澤明                                       | 日本                     |
| 1985年 | オフィシャル・ストーリー La Historia oficial             | ルイス・プエンソ                             | アルゼンチン             |
| 1986年 | 冬の旅 Sans toit ni loi                                  | アニエス・ヴァルダ                           | フランス                 |
| 1987年 | さよなら子供たち Au revoir les enfants                   | ルイ・マル                                   | フランス                 |
| 1988年 | ベルリン・天使の詩 Der Himmel über Berlin                | ヴィム・ヴェンダース                         | 西ドイツ                 |
| 1989年 | 遠い声、静かな暮らし Distant Voices, Still Lives         | テレンス・デイヴィス                         | イギリス                 |
| 1989年 | 主婦マリーがしたこと Une affaire de femmes               | クロード・シャブロル                         | フランス                 |
| 1990年 | 素顔の貴婦人 La vie et rien d'autre                      | ベルトラン・タヴェルニエ                     | フランス                 |
| 1991年 | 美しき諍い女 La Belle Noiseuse                           | ジャック・リヴェット                         | フランス                 |
| 1992年 | クライング・ゲーム The Crying Game                       | ニール・ジョーダン                           | イギリス                 |
| 1993年 | さらば、わが愛/覇王別姫 覇王別姫                         | チェン・カイコー                             | 中国 イギリス領香港      |
| 1994年 | トリコロール/赤の愛 Trois Couleurs: Rouge                | クシシュトフ・キェシロフスキ                 | フランス ポーランド      |
| 1995年 | 野性の葦 Les roseaux sauvages                            | アンドレ・テシネ                             | フランス                 |
| 1996年 | 沈黙の女/ロウフィールド館の惨劇 La Cérémonie             | クロード・シャブロル                         | フランス                 |
| 1997年 | イゴールの約束 La Promesse                               | ダルデンヌ兄弟                               | ベルギー                 |
| 1998年 | セレブレーション Festen                                  | トマス・ヴィンターベア                       | デンマーク               |
| 1999年 | オール・アバウト・マイ・マザー Todo sobre mi madre       | ペドロ・アルモドバル                         | スペイン                 |
| 2000年 | ヤンヤン 夏の想い出 一 一                                | エドワード・ヤン                             | 台湾                     |
| 2001年 | ノー・マンズ・ランド Ničija zemlja                       | ダニス・タノヴィッチ                         | ボスニア・ヘルツェゴビナ |
| 2002年 | 天国の口、終りの楽園。 Y tu mamá también                 | アルフォンソ・キュアロン                     | メキシコ                 |
| 2003年 | 列車に乗った男 L'Homme du train                          | パトリス・ルコント                           | フランス                 |
| 2004年 | LOVERS 十面埋伏                                          | チャン・イーモウ                             | 中国                     |
| 2005年 | 隠された記憶 Caché                                       | ミヒャエル・ハネケ                           | フランス                 |
| 2006年 | 善き人のためのソナタ Das Leben der Anderen               | フロリアン・ヘンケル・フォン・ドナースマルク | ドイツ                   |
| 2007年 | 4ヶ月、3週と2日 4 luni, 3 săptămâni și 2 zile            | クリスティアン・ムンジウ                     | ルーマニア               |
| 2008年 | 長江哀歌 三峡好人                                        | ジャ・ジャンクー                             | 中国                     |
| 2009年 | 夏時間の庭 L'Heure d'été                                 | オリヴィエ・アサヤス                         | フランス                 |
| 2010年 | カルロス Carlos                                          | オリヴィエ・アサヤス                         | フランス                 |
| 2011年 | 南京!南京! City of Life and Death                        | 陸川                                         | 中国                     |
| 2012年 | ホーリー・モーターズ Holy Motors                         | レオス・カラックス                           | フランス                 |
| 2013年 | アデル、ブルーは熱い色 La vie d'Adele ? Chapitres 1 et 2 | アブデラティフ・ケシシュ                     | フランス                 |
| 2014年 | イーダ Ida                                               | パヴェウ・パヴリコフスキ                     | ポーランド デンマーク    |
| 2015年 | サウルの息子 Saul fia                                    | ネメシュ・ラースロー                         | ハンガリー               |
| 2016年 | お嬢さん 아가씨                                          | パク・チャヌク                               | 韓国                     |
| 2017年 | BPM ビート・パー・ミニット 120 battements par minute     | ロバン・カンピヨ                             | フランス                 |
| 2017年 | ラブレス Нелюбовь                                        | アンドレイ・ズビャギンツェフ                 | ロシア                   |
| 2018年 | バーニング 劇場版 버닝                                   | イ・チャンドン                               | 韓国                     |
| 2018年 | 万引き家族                                               | 是枝裕和                                     | 日本                     |
| 2019年 | ペイン・アンド・グローリー Dolor y gloria                | ペドロ・アルモドヴァル                       | スペイン                 |
| 2020年 | 戦争と女の顔 Дылда                                       | カンテミール・バラゴフ                       | ロシア                   |
| 2021年 | Petite Maman                                             | セリーヌ・シアマ                             | フランス                 |
| 2022年 | EO イーオー IO                                           | イエジー・スコリモフスキ                     | ポーランド               |
| 2023年 | 落下の解剖学 Anatomie d'une chute                        | ジュスティーヌ・トリエ                       | フランス                 |
| 2024年 | 私たちが光と想うすべて All We Imagine as Light           | パヤル・カパーリヤー                         | インド                   |

Template:ロサンゼルス映画批評家協会賞 非英語作品賞